# Етиламін
Етиламін, також відомий як етанамін — органічна сполука з формулою CH3CH2NH2. Безбарвний газ, який має різкий запах, схожий на аміак. Конденсується трохи нижче кімнатної температури до рідини, яка змішується практично з усіма розчинниками. Це нуклеофільна основа, що характерно для амінів. Етиламін широко використовують у хімічній промисловості та органічному синтезі. 

## Синтез
Етиламін виробляють у великих масштабах двома способами. Найчастіше етанол і аміак взаємодіють у присутності оксидного каталізатора:
CH3CH2OH + NH3 → CH3CH2NH2 + H2O
У цій реакції етиламін утворюється спільно з діетиламіном і триетиламіном. Загалом промисловим способом виробляють близько 80 мільйонів кілограмів цих трьох амінів на рік. Його також одержують відновним амінуванням ацетальдегіду. 
CH3CHO + NH3 + H2 → CH3CH2NH2 + H2O
Етиламін можна отримати кількома іншими способами, але вони неекономічні. Етилен і аміак взаємодіють з утворенням етиламіну в присутності аміду натрію або споріднених основних каталізаторів.
H2C=CH2 + NH3 → CH3CH2NH2
Гідрування ацетонітрилу, ацетаміду та нітроетану дає етиламін. Ці реакції можна здійснити стехіометрично за допомогою алюмогідриду літію . Іншим способом етиламін можна синтезувати шляхом нуклеофільного заміщення галогенетану (наприклад, хлоретану або брометану) аміаком, використовуючи сильну основу, таку як гідроксид калію. Цей метод дає значні кількості побічних продуктів, включаючи діетиламін і триетиламін.
CH3CH2Cl + NH3 + KOH → CH3CH2NH2 + KCl + H2O
Етиламін також утворюється природним шляхом у космосі; він є компонентом міжзоряних газів.

## Реакції
Як інші прості аліфатичні аміни, етиламін є слабкою основою: pKa [CH3CH2NH3]+ дорівнює 10,8
Етиламін вступає в реакції, характерні для первинних алкіламінів, таких як ацилювання та протонування. Реакція з сульфурилхлоридом з наступним окисленням сульфонаміду дає діетилдіазен, EtN=NEt. Етиламін можна окислити за допомогою сильного окислювача, наприклад перманганату калію, з утворенням ацетальдегіду.
Етиламін, як і деякі інші малі первинні аміни, є хорошим розчинником для металевого літію, утворюючи іон [Li(amine)4]+ і сольватований електрон. Такі розчини використовуються для відновлення ненасичених органічних сполук, таких як нафталіни і алкіни .

## Застосування
Етиламін є прекурсором багатьох гербіцидів, включаючи атразин і симазин. Він також міститься в гумових виробах. 

## Зовнішні посилання
- Дані про безпеку на www.inchem.org
- CDC - Кишеньковий посібник NIOSH щодо хімічних небезпек